# پفوفلد
پفوفلد (به آلمانی: Pfofeld) یک شهر در آلمان است که در وایسنبورگ-گونتسنهاوزن واقع شده‌است.